# Teatr Dramatyczny im. Tarasa Szewczenki w Charkowie
Teatr Dramatyczny im. Tarasa Szewczenki w Charkowie – narodowy ukraiński teatr dramatyczny, działający od 1926 roku w Charkowie, w latach 1922–1933 jako Teatr Berezil, a od 1934 roku pod swoją obecną nazwą.

## Historia

### Teatr Berezil (1922−1933)
W marcu 1922 roku reżyser Łeś Kurbas założył w Kijowie laboratoryjny Związek Artystyczny Berezil (nazywany również Teatrem Berezil), którego nazwa wzięła się od nazwy miesiąca, w którym powstał (marzec to po ukraińsku „berezeń”). Z czasem stał się on kuźnią elit teatralnych Ukrainy, których następcy dziś tworzą ukraiński teatr dramatyczny.
Kurbas tworzył przy swoim teatrze rozmaite pracownie mające duży wpływ na kształt artystyczny tego zespołu, spośród nich należy wymienić: pierwszą eksperymentalną; drugą, której zadaniem było stworzenie teatru dziecięcego na Ukrainie; trzecią w Białej Cerkwi, a przy niej studio literatury, mające za zadanie propagowanie literatury, edukację literacką i stworzenie kadry tłumaczy; czwartą pracownię, którą był teatr Łesia Kurbasa; piątą zajmującą się sztuką amatorską; szóstą w Odessie; siódmą „Mokro-Kalihirską”, stworzoną przez ponad dwieście wiejskich dziewcząt i chłopców. W planach była kolejna pracownia, zajmująca się teatrem żydowskim.
W kwietniu 1926 roku zadecydowano o przeniesieniu Teatru Berezil do Charkowa, ówczesnej stolicy radzieckiej Ukrainy. Tam Kurbas poznał dramaturga Mykołę Kulisza i podjął współpracę ze scenografem Wadymem Mellerem. Ich spotkanie zaowocowało wieloma wybitnymi przedstawieniami. W październiku 1933 roku Kurbasa pozbawiono kierownictwa teatru, a następnie aresztowano.

### Teatr Szewczenki (1934)

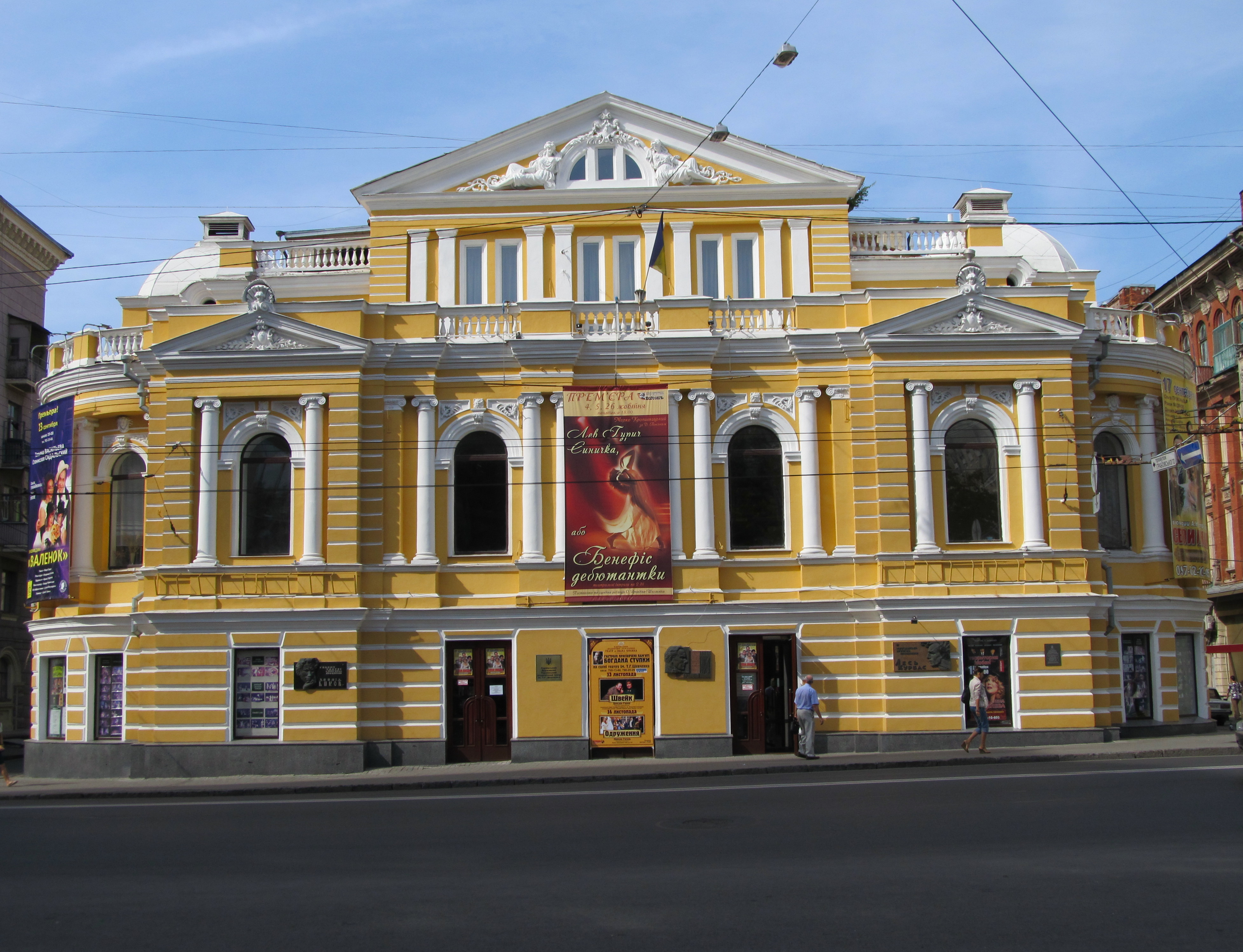
Gmach teatru (2012)

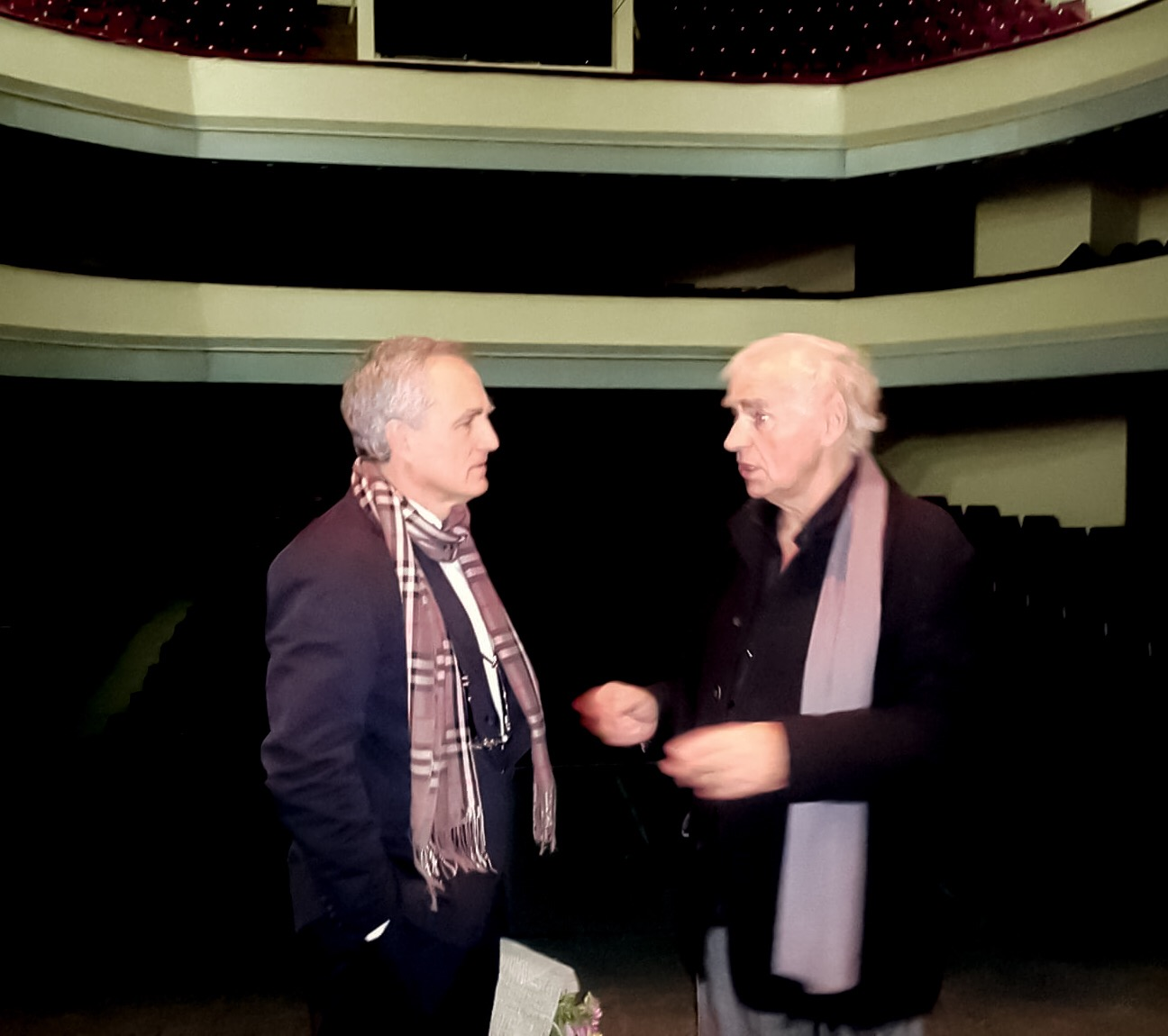
Andrzej Szczytko i Janusz Głowacki podczas premiery Antygony w Nowym Jorku, Teatr Dramatyczny im. Tarasa Szewczenki w Charkowie (2014)

Zespół Teatru Berezil, pod kierownictwem jego dotychczasowego aktora Mariana Kruszelnickiego, przekształcił się w Ukraiński Teatr Dramatyczny w Charkowie. W 1935 roku teatr otrzymał imię ukraińskiego poety narodowego Tarasa Szewczenki, a w 1947 roku otrzymał tytuł „akademicki”. Obecnie Mała Scena tego teatru nosi nazwę „Berezil”, oprócz niej Teatr Szewczenki posiada Dużą Scenę (900 miejsc) oraz Scenę Eksperymentalną.
Aktorzy Berezila są bezpośrednimi kontynuatorami metod swego założyciela, uczniów Konstantego Stanisławskiego, którzy tworzyli tkankę artystyczną tej sceny w latach 60. i 70. oraz od lat 90. wychowanków Anatolija Wasiljewa. Z teatrem współpracowało wielu wybitnych artystów, m.in. Leonid Bykow, a w repertuarze dominowała dramaturgia socrealistyczna i współczesna.
Teatr ponownie uzyskał międzynarodowy rozgłos za czasów dyrekcji Andrija Żołdaka (2002−2005), występował na wielu europejskich festiwalach teatralnych m.in. w Niemczech, Francji, Finlandii, Holandii, Polsce, Austrii, Rumunii i Rosji. W 2004 roku na Międzynarodowym Festiwalu Teatralnym w Sankt-Petersburgu teatr został wyróżniony Nagrodą UNESCO, zaś zespół aktorski został zaliczony przez krytykę teatralną do dziesiątki najlepszych zespołów w Europie.
W 2005 roku Andrij Żołdak przestał kierować teatrem, a w roku 2006 wyjechał z Ukrainy na znak protestu wobec cenzury prewencyjnej, jaką stosowała ówczesna władza w stosunku do jego spektaklu Romeo i Julia według Szekspira.

## Polonica
W 1990 roku Grzegorz Mrówczyński wyreżyserował w Teatrze Szewczenki Operetkę Witolda Gombrowicza, która otrzymała Nagrodę Ministra Kultury i Sztuki Związku Socjalistycznych Republik Radzieckich.
W latach 2012–2017 reżyserem-gościem był Andrzej Szczytko, który na deskach teatru wystawił Żegnaj, Judaszu Ireneusza Iredyńskiego (2013), Antygonę w Nowym Jorku Janusza Głowackiego (2014) oraz Kartotekę Tadeusza Różewicza (2017).